# NGC 4499
NGC 4499 је спирална галаксија у сазвежђу Кентаур која се налази на NGC листи објеката дубоког неба.
Деклинација објекта је - 39° 58' 57" а ректасцензија 12h 32m 4,9s. Привидна величина (магнитуда) објекта NGC 4499 износи 12,8 а фотографска магнитуда 13,6. NGC 4499 је још познат и под ознакама ESO 322-22, MCG -7-26-8, DCL 63, PGC 41537.